# Winnertzia levicollis
Winnertzia levicollis är en tvåvingeart som beskrevs av Jean-Jacques Kieffer 1901. Winnertzia levicollis ingår i släktet Winnertzia och familjen gallmyggor.
Artens utbredningsområde är Frankrike. Inga underarter finns listade i Catalogue of Life.